# Tüskegomba
A tüskegomba (Polyporus umbellatus) a likacsosgombafélék családjába tartozó, Eurázsiában és Észak-Amerikában honos, lombos fák korhadó tuskóin, gyökerein élő, ehető gombafaj.

## Megjelenése
A tüskegomba 10-50 cm széles és 10-30 cm magas, több kilogrammos tömeget is elérő csoportos termőteste számos kisebb termőtestből áll össze, amelyek közös tönkből erednek. A nagyobb példányoknál sok-sok elágazással akár több száz kalapocska is kifejlődhet. A közös tő rendszerint egy fatuskóból nő ki és a föld alatt egy feketésbarna szkleróciumban végződik.
Az egyedi kalapok 2-4 cm szélesek, alakjuk eleinte domború, majd ellaposodnak vagy kissé bemélyednek; körvonaluk felülről nagyjából kerek. Felületük száraz, fiatalon finoman pikkelyes, később sugarasan szálas. Szélük idősen hullámossá válhat. Színük sárgásbarna, szürkésbarna.
Húsa fiatalon törékeny, puha, később szívós. Színe fehéres, sérülésre nem változik. Szaga kellemesen lisztszerű; íze fiatalon kellemes, idősen kesernyés.
Tönkre lefutó termőrétege pórusos. A pórusok viszonylag szűkek (1-2/mm), eleinte kerekdedek majd később sokszögletűek. Színük fehéres.
Tönkje szabálytalan, a kalaphoz középen csatlakozik. Színe fehéres, a tövénél rozsdabarna.
Spórapora fehér. Spórája hengeres, sima, inamiloid, mérete 7–10 x 2,5–3,5 µm. 

### Hasonló fajok
Az ágas tapló kis kalapkái legyező- vagy levélszerűek. Hasonlíthat hozzá a fodros káposztagomba vagy az óriás bokrosgomba is. 

## Elterjedése és termőhelye
Eurázsiában és Észak-Amerikában honos. Magyarországon ritka, a Mátrában, a Mecsekben, a Pilisben észlelték.
Lombos fák (főleg bükk és tölgy, ritkábban gyertyán) elhalt, erősen korhadó tuskóin, gyökerein él, azok anyagában fehérkorhadást okoz. Júniustól októberig terem. 
Fiatalon ehető. Magyarországon 2005 óta védett, természetvédelmi értéke 10 000 Ft. 

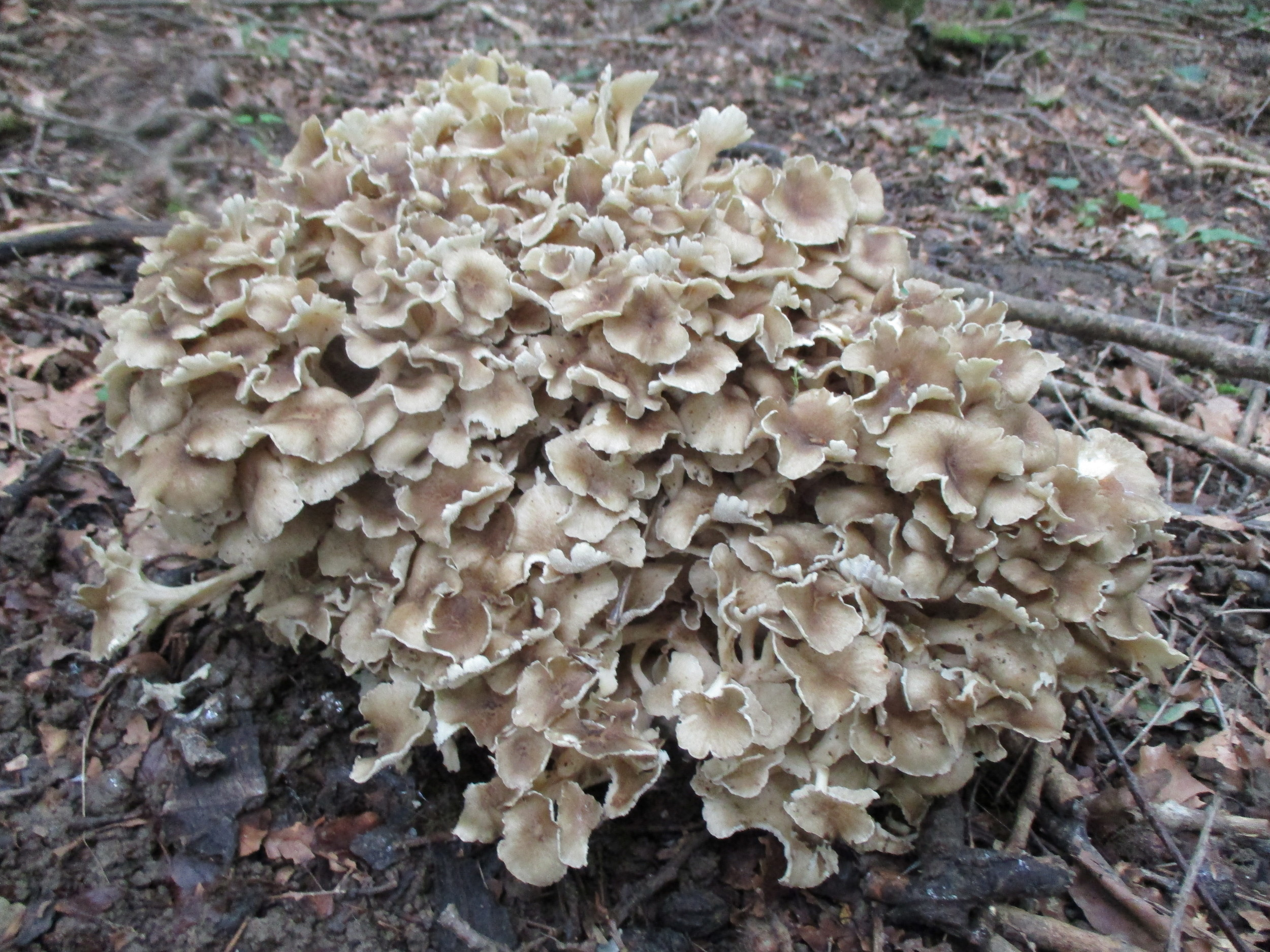
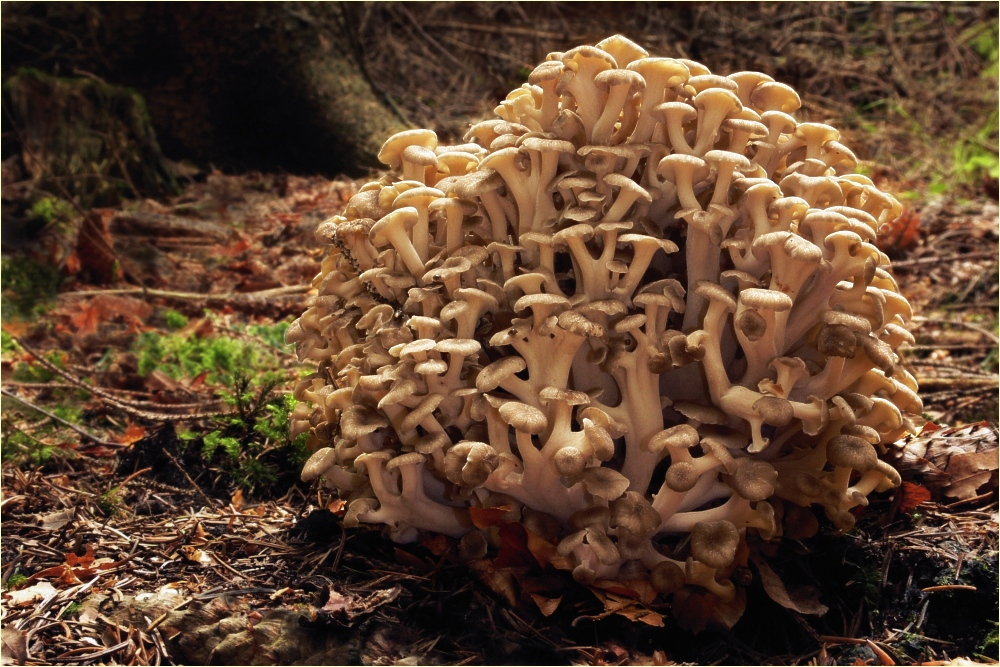
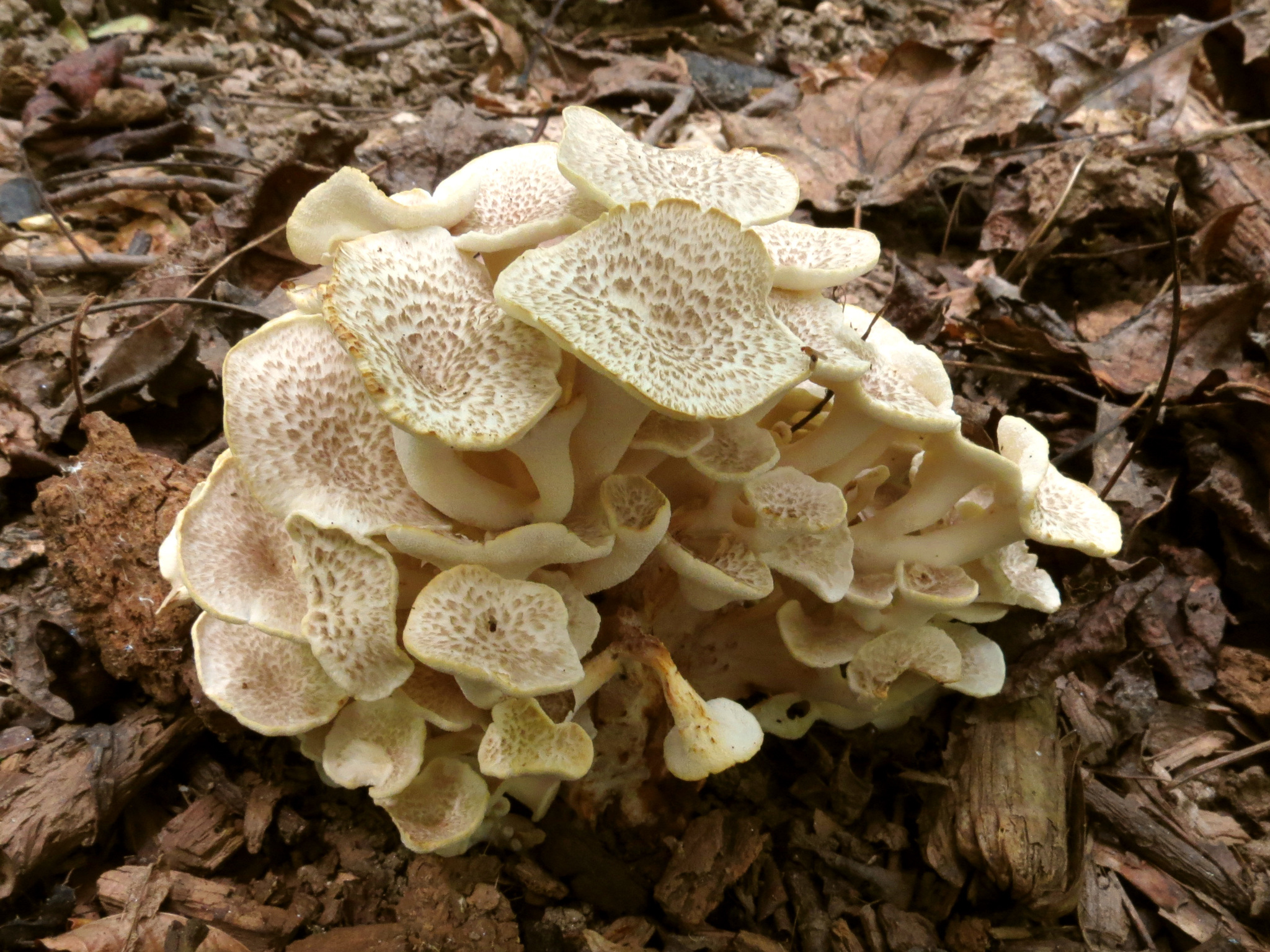
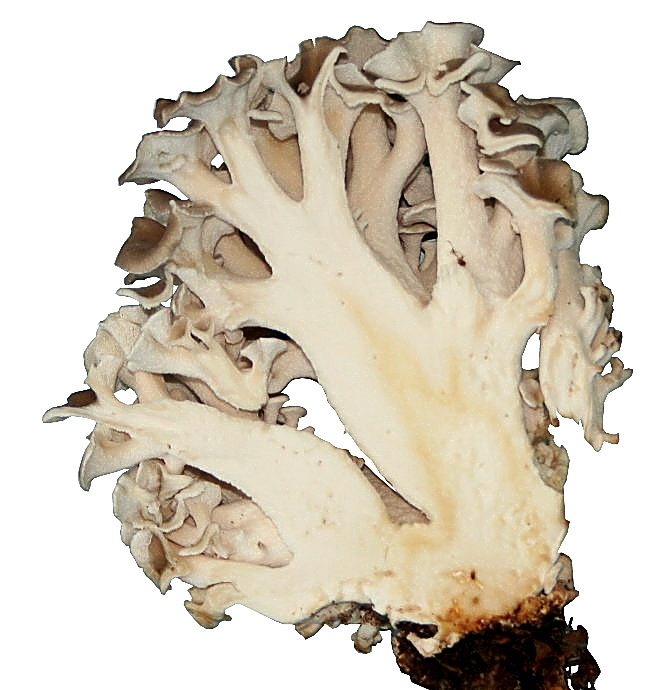
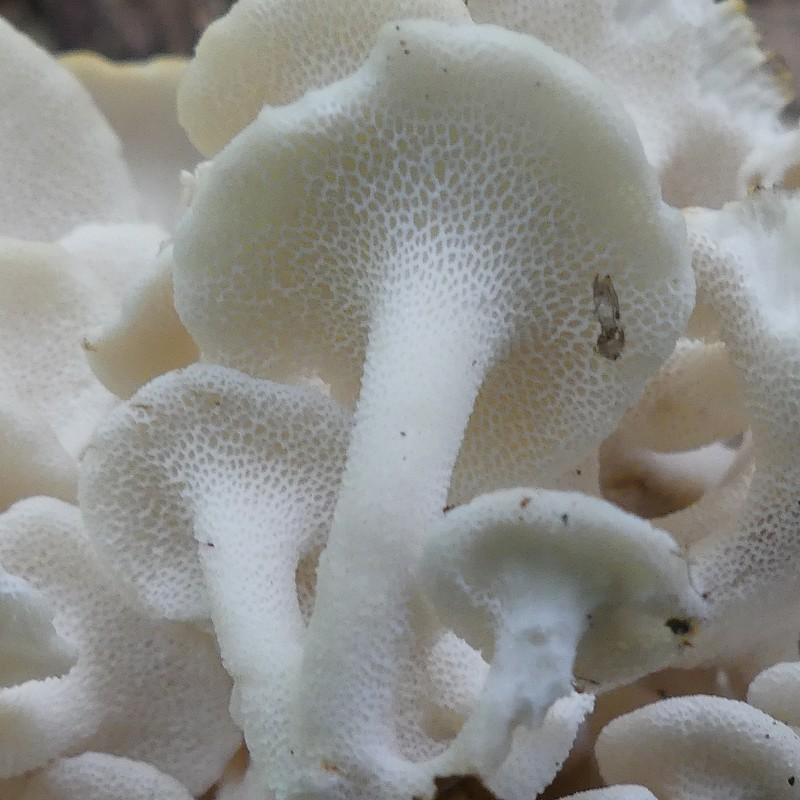